# Сиркова
Сиркова (рум. Sîrcova) — село у Резинському районі Молдови. Адміністративний центр однойменної комуни, до складу якої також входить село Піскерешть.

## Населення
За даними перепису населення 2004 року у селі проживала 1821 особа.
Національний склад населення села:
| Національність       | Кількість осіб | Відсоток   |
| -------------------- | -------------- | ---------- |
| молдавани румуни     | 1711 28        | 94,0% 1,5% |
| росіяни              | 67             | 3,7%       |
| українці             | 10             | 0,5%       |
| гагаузи              | 1              | 0,1%       |
| болгари              | 1              | 0,1%       |
| інша / без відповіді | 3              | 0,2%       |
| Всього               | 1821           | 100%       |